# Zalaegerszegi TK
A Zalaegerszegi TK Zalaegerszeg első számú tekeklubja, amely a Positive Adamsky Szuperligában szerepel.
1995-ös megalapítása óta 7-szer avatták magyar bajnokká, 1-szer Világkupa-győztessé, 6-szor Európa Kupa-győztessé, illetve 1-szer BL-győztessé.

## Elnevezései
Teljes nevének (Zalaegerszegi TK) használata a köznyelvben ritka, a médiában csak Zalaegerszegként, illetve ZTK-ként hivatkoznak.

## Története
A Zalaegerszegi TK (Zalaegerszegi Teke Klub) 1995-ben alakult, első elnöke és mind a mai napig Takács László. Elődje, a Zalaegerszegi Torna Egylet (ZTE) volt, amely pár évvel az új klub megalapítása előtt szűnt meg.
Évei alatt számos sikert ért el, számos kupát zsebelt be nemzeti és nemzetközi szinten is.

## Pálya
A Zalaegerszegi TK mérkőzéseit a zalaegerszegi Városi Ifjúsági és Sportcentrumban játssza.
A pálya 2000-ben épült a Vágóhíd utca közelében. 2018-ban felújításon esett át a magasabb eredmény érdekében. Számos diadalt rendeztek meg itt, köztük a 2013-as Világranglista versenyt.
Az arénában játszik a Zalaegerszeg női csapata is, a ZTE-ZÁÉV TK.

## Játékoskeret
Utolsó módosítás: 2023. augusztus 24.
A vastaggal jelzett játékosok felnőtt válogatottsággal rendelkeznek.
A dőlttel jelzett játékosok ifjúsági válogatottsággal rendelkeznek.
| Név                    | Nemzetiség             | Születési hely | Születési idő | Korábbi csapat       |
| ---------------------- | ---------------------- | -------------- | ------------- | -------------------- |
| Ifjúsági játékosok     |                        |                |               |                      |
| Mazzag Dávid           | Magyarország           | Nem publikus   | 2006.02.16.   | Zalaszentgróti TK    |
| Muszil Zoltán          | Magyarország           | Zalaegerszeg   | 2004.01.14.   | Nincs                |
| Felnőtt játékosok      |                        |                |               |                      |
| Farkas Ádám            | Magyarország           | Keszthely      | Nem publikus  | Zalaegerszegi TK II. |
| Fehér Zoltán           | Magyarország · Románia | Vajdahunyad    | 1982.01.30.   | KÖSZOLG SC           |
| Horváth Zoltán         | Magyarország           | Nem publikus   | Nem publikus  | Répcelaki SE         |
| Járfás Szilárd         | Magyarország           | Nem publikus   | 1985.02.15.   | Nincs                |
| Kakuk Levente          | Magyarország           | Eger           | 1980.04.01.   | Répcelaki SE         |
| Nemes Attila           | Magyarország           | Nem publikus   | 1979.02.04.   | Nincs                |
| Pintér Károly          | Magyarország           | Zalaegerszeg   | Nem publikus  | Répcelaki SE         |
| Kölcsönadott játékosok |                        |                |               |                      |
| Név                    | Nemzetiség             | Születési hely | Születési idő | Kölcsönadva itt      |
| Borsos Bence           | Magyarország           | Zalaegerszeg   | 2001.08.10.   | Szentgotthárdi VSE   |